# Кератин 12
Кератин 12 — один из кератинов человека, кодируемый геном KRT12 на 17-й хромосоме. Кератин 12 значительно экспрессирован в роговичном эпителии и, как считается, играет важную роль в функционировании этого слоя.
Для кератинов типично образование гетеродимерных пар, и кератин 12, по данным исследований, объединяется в такие пары с кератином 3 в роговице множества видов.

## Исследования на животных
Мыши, гомозиготно-нокаутные по гену KRT12, имеют хрупкий эпителий роговицы, отшелушивающийся при трении.

## Медицинское значение
Мутации генов KRT12 и KRT3 ассоциированы с роговичной дистрофией Месманна.